# 飛箭航空1285號班機空難
飛箭航空1285號班機是一班國際包機，由一架麥道DC-8型客機執行。此航班載著256名軍人及機員從埃及開羅國際機場起飛前往肯塔基州的坎貝爾堡，中停德國科隆及加拿大的紐芬蘭島。1985年12月12日當天早上，1285號班機從加拿大起飛前往坎貝爾堡不久即失速墜毀，機上所有人罹難。
负责对此次空难进行调查的加拿大航空安全局认为，事故很有可能是因为机翼前缘产生了大气结冰，从而使飞机出现出乎意料的阻力升高而升力降低的情况，加上飞机的装载重量被低估，而一份少数派报告则指出事故可能是由于坠毁前机舱内不明原因的爆炸而导致的。

## 飛機資料
機身編號N950JW的DC-8客機是飛箭航空用以接載美軍的一架包機，配备四台普惠JT3D-7发动机，機上大部份是屬美國陸軍的101空降师。他們於西奈半島逗留了六個月，其間與其他國家軍隊及考察團共同維持和平任務後，返回位於肯塔基的坎貝爾堡美軍基地。1285號班機於當天早上降落於甘德国际机场補給燃料後，隨即準備返回肯塔基。

## 墜機過程
這架DC-8型客機，於當地時間6時45分於紐芬蘭島機場的13跑道轉向22跑道準備起飛。在飛機滑行了51秒，空速達167節，接近滑行道「A」時，飛機離地後卻有一種難以飛高的感覺。到了飛機增加空速至172節，這架DC-8客機卻正在下降。飛機越過加拿大橫貫公路時，飛行高度極低，最後飛機墜落於離跑道3千尺以外的甘德湖邊的低地，飛機立即爆炸起火，火勢持續了4小時。

## 事故調查及報告
加拿大航空安全局（CASB）調查這次事故，主要發現飛機在甘德附近，此處的降雨率有利對飛機的機翼形成冰。此外當飛機著陸後，飛機下降所生產的氣流使加速在機翼上表面的水結冰。除了溫度凍結機翼上表面的水外，他們還發現，飛機在起飛前，飛機沒有被完全清除在機翼表面上的冰。
加拿大航空安全局無法確定確切的順序事件導致這起事故。董事會相信，然而，重證據支持這樣的結論後不久升空，因为机翼前缘产生了大气结冰，使飛機遇到的阻力增加和減少，導致飛機不能從低空中恢復上升。最可能的原因是先前沒有被溶解機翼表面上的冰。其他原因可能是，如4個引擎的推力速度率下降和機員不適當的起飛。
另外，加拿大航空安全局的4名成員則有對主要原因持不同意見，發表了少數派的意見，聲稱沒有證據證明冰是意外的原因，下列是他們的聲明:
另外他們認為這次空難其他調查方向主要是飛機在飛行途中可能發生火災，造成不明的爆炸，帶來了災難性的系統故障。

## 類似事故
- 復興航空791號班機：2002年12月21日凌晨從台北飛往澳門途中，因遭遇積冰問題而失事墜毀於澎湖外海。
- 中國東方航空5210號班機空難：2004年由于机翼冰层污染且未有除冰，在起飞后不久即坠机；
- 美鷹航空4184號班機空難：1994年由于飞入未预见的结冰环境，最终坠机；
- 安大略航空1363號班機空難：1989年由于起飞前未有除冰，最终坠机。
- 全美航空405号班机：紐約市拉瓜迪亞機場，1992年3月22日，一架載著51人的通勤飛機嘗試在跑道上起飛，但駕駛無法讓飛機爬升。全美航空405號班機墜入冰冷的法拉盛灣，結果造成27人死亡
- 聯合航空快運2415號班機空難：從西雅圖經雅基馬飛往帕斯科的英國宇航捷流31在帕斯科三城機場跑道外400英尺處墜毀
- 北歐航空751號班機：從斯德哥爾摩阿蘭達機場飛往華沙的通勤航班。造成92人受傷。

## 外部連結
- Final report (Archive) - Canadian Aviation Safety Board （英文）
- Dissenting opinion () - Canadian Aviation Safety Board （英文）
- Time Magazine - The Fall of the Screaming Eagles （页面存档备份，存于） - retrieved 28 Dec 2006
- Time Magazine - Gander: Different Crash, Same Answers （页面存档备份，存于） - retrieved 28 Dec 2006
- globalsecurity.org - 1989 Congressional Debates on Gander Crash （页面存档备份，存于） - retrieved 28 Dec 2006
- wfpl.org - The Gander Crash: 20 Years Later (audio/visual presentation) - retrieved 28 Dec 2006
- Fort Campbell Courier - Gander-related news articles （页面存档备份，存于） - retrieved 28 Dec 2006
- gandercanada.com - Photos of the 20th Anniversary Memorial Service in Gander - retrieved 28 Dec 2006
- CBC News - Ceremonies mark anniversary of deadly Newfoundland air crash （页面存档备份，存于） - retrieved 28 Dec 2006
- CBC News - Broken Arrow: debate continues after 20 years （页面存档备份，存于） - retrieved 28 Dec 2006
- rootsweb.com - List of victims （页面存档备份，存于） - retrieved 28 Dec 2006
- screamingeagle.org - Photographs of the Silent Witness Memorial in Gander - retrieved 28 Dec 2006
- Canadian Air Force - The Silent Witness Memorial in Gander - retrieved 28 Dec 2006
- rootsweb.com - Photographs of the Gander Memorial in Hopkinsville, Kentucky （页面存档备份，存于） - retrieved 28 Dec 2006
- Pre-crash photographs of the DC-8 （页面存档备份，存于） at Airliners.net （页面存档备份，存于）